# Синяк зеленоватый
Синя́к зеленова́тый (лат. Echium virescens) — травянистое двулетнее растение рода Синяк (Echium) семейства Бурачниковые (Boraginaceae).

## Распространение
Эндемик острова Тенерифе, главным образом горной системы Анага и долины Оротава. Он имеет собственную область распространения в более низких районах на юге острова.

## Морфология
Во взрослом состоянии достигает высоты 2 м. Требует много солнца и выносит сухие условия.
Образует розетки в плотных цилиндрических соцветиях, главным образом в боковых верхних ответвлениях, в отличие от Echium webbii с острова Пальма, у которого простые боковые верхние ответвления.
У этого вида густая листва серо-зелёного цвета. Листья толстые, ланцетовидные, одинакового размера у основания и меньшего на соцветии, с волосками на обеих сторонах.
Цветы белые или розовые, образующиеся с конца зимы до начала весны. Лепестки соединены у основания цветка.

## Использование человеком
Это растение используется в качестве декоративного в садах, а также пчеловодами, растение даёт больше нектара и пыльцы по сравнению с другими цветами.